# The Great Battle
The Great Battle (Originaltitel: Ansiseong) ist ein südkoreanischer Historienfilm aus dem Jahr 2018. Regie führte Kim Gwang-sik. Der Film handelt von der Belagerung der Festung Ansi an der Grenze zwischen der chinesischen Tang-Dynastie und der koreanischen Goguryeo-Dynastie im Jahr 645.
In Deutschland erschien der Film am 22. Februar 2019 auf Blu-ray und DVD.

## Handlung
Der chinesische Kaiser Taizong fällt mit einer 200.000 Mann starken Truppe in das koreanische Reich Goguryeo ein. Die Grenzstädte fallen schnell in seine Hand. Daraufhin formiert der koreanische General Yeon Gaesomun eine 150.000 Mann starke Armee. Doch bei der ersten Schlacht wird Goguryeo geschlagen und nur 10.000 Mann schaffen es zurück. Zwischen Taizong und der Hauptstadt steht nun nur noch die kleine Festung Ansi. Siegesgewiss schreitet die Tang-Armee voran. Gleichzeitig sendet General Yeon den Soldaten Sa-mul nach Ansi, damit er Yang Manchun, den Kommandanten der Festung, tötet. Yang hat sich den Befehlen Yeons widersetzt. Deshalb plant Yeon die Aufgabe von Ansi und eine Verlagerung der Truppen in die Hauptstadt.
Auf seinen Ritt nach Ansi trifft Sa-mul zufälligerweise auf Kommandant Yang. Dieser spürt, dass Sa-mul ein Spion Yeons ist. Dennoch lässt er ihm am Leben, da Yeon nur noch einen weiteren Attentäter senden würde. Schließlich trifft die Tang-Armee ein. Trotz der zahlenmäßigen Überlegenheit gegenüber der nur 5000 Mann starken Festung Ansi, gelingt es Taizong nicht die Festung zu erobern. Durch geschickten Einsatz seiner Soldaten und Ressourcen kann Yang die Angriffe der Tang-Armee abwehren. Doch eines Tages wird er schwer verletzt. Sa-mul kann ihn gerade noch retten.
Tang-Kaiser Taizong plant als Nächstes, eine Festung aus Erde vor den Toren Ansis zu bauen. Diese soll höher sein, um Pfeil und Bogen effektiver einsetzen zu können und um einfach eine Brücke runterzulassen und Ansi einzunehmen. Als Gegenmaßnahme soll Pa-sos Trupp in der Nacht angreifen, da die chinesische Verteidigung geschwächt sei. Doch sie gelangen in einen Hinterhalt. Das Medium Si-mi hat die Tang vorher informiert. Sie sieht nur eine Rettung für Ansi, wenn sie sich ergeben. Aufgrund des Verrats tötet Sa-mul sie. Baekha, die in Pa-so verliebt ist, stellt sich alleine den Tang, wird jedoch getötet. Sa-mul reitet derweil in die Hauptstadt Pjöngjang, um General Yeon um Verstärkung zu bitten, obwohl dieser Yang als Verräter sieht.
Um die Tang mit ihrer neuen Festung doch noch aufzuhalten, bauen die Minenarbeiter Ansis einen Tunnel. Dieser bringt die Festung der Tang zum Einsturz. Kommandant Yang kann darauf mit seinen Leuten den Hügel einnehmen und zunächst verteidigen. Doch nach ein paar Tagen gehen die Pfeile aus. Schließlich treffen jedoch Sa-mul und General Yeon mit Goguryeos Verstärkung ein und können die Tang vertreiben.

## Rezeption
The Great Battle lief am 19. September 2018 in den südkoreanischen Kinos an und hatte über 5,4 Millionen Besucher. Shim Sun-ah von Yonhap sieht in dem Film eines der überzeugendsten Kriegsepen des koreanischen Kinos. Der Film sei visuell bemerkenswert, einfallsreich und spektakulär. Yoon Min-sik von der Korea Herald schließt sich dem Urteil an. Der Film habe zwar Schwächen, sei aber sehr unterhaltsam. Der Film sei im Detail wohl nicht historisch genau, bspw. bezweifelt Yoon, dass Yang Manchun in seinen 30ern gewesen sei oder dass es eine Einheit voller hübscher Frauen gegeben habe, aber Regisseur Kim setze die Schlacht imposant in Szene. Auch Cary Darling von der Houston Chronicle bewertet den Film positiv. Es sei ein epischer Film mit Helden, Bösewichten, brutalen Schlachten und prächtiger Kameraführung. Trotz des vergleichsweise geringen Budgets von etwa 20 Mio. $, schuf Kim Gwang-sik einen beeindruckenden Film. Ein Hollywoodfilm in dieser Qualität hätte seiner Meinung nach mindestens fünfmal so viel gekostet. Jarred Walker von FilmInk beschreibt Great Battle als tolles Epos voller Emotionen und zugänglicher Figuren. Es sei eine Mischung aus Die sieben Samurai, 300 und Der Herr der Ringe: Die zwei Türme.

## Auszeichnungen
Blue Dragon Awards 2018
- Auszeichnung in der Kategorie bester neuer Darsteller für Nam Joo-hyuk[7]

Korean Film Producers Association Awards 2018
- Auszeichnung in der Kategorie bester Nebendarsteller für Bae Seong-woo[8]